# Glaspilz
Glaspilz (auch Fungus vom lateinischen Wort für Pilz) ist die triviale Bezeichnung für den Befall optischer Geräte wie Objektive mit Pilzfäden (Mycel). Durch Auskeimen von Pilzsporen und erneute Sporenbildung kann sich der Befall auch über das jeweilige Pilzgeflecht hinaus ausbreiten. Die Glasoberflächen der Geräte werden durch den Pilzbefall getrübt. Glaspilz kann von kleinen, kaum sichtbaren Punkten über ein sich unregelmäßig ausbreitendes Geflecht (siehe Abbildung) bis zur vollständigen „Erblindung“ der Optik reichen.
Die Pilze, die optische Oberflächen befallen, gehören zu den Gruppen der Eipilze (Peronosporomycetes) und Schlauchpilze (Ascomycota, insbesondere imperfekte Vertreter). Bei „dem Glaspilz“ handelt es sich also nicht um eine bestimmte Pilzart.
Der Glaspilz ernährt sich nicht vom Glas selbst, sondern von Materialien, die bei der Herstellung der Optik verwendet wurden und/oder dieser anhaften (Leder, Farbe, Holz, Kitt, Klebstoffe, Fasern). Linsenoberflächen können befallen werden, wenn sich organisches Material darauf abgelagert hat, etwa Ausdünstungen von Kunststoffen oder von Schmierfett. Der Pilz kann sich auch vom Linsenrand her in eine Kittschicht zwischen verkitteten Linsen hineinfressen.

## Reinigung
Erreichbare Linsenoberflächen können von den Pilzen unter Umständen gereinigt werden, aber es kann auch eine irreparable Schädigung der befallenen Glasflächen durch (oft saure) Stoffwechselprodukte des Pilzes eintreten.
Die Reinigung kann einfach bis sehr schwierig sein, je nachdem ob und wie das Glas oberflächenbehandelt worden ist. Bei teureren Gläsern in Optiken empfiehlt sich mitunter die Nachfrage beim Produzenten und/oder einem unabhängigen Optiker.
Im Fall von Glas ohne Antireflexbeschichtung, wie etwa Glasscheiben und Trinkgläser, kann Glasblindheit (Trübung des Glases durch periodisch wechselnde Feuchtigkeit und Trockenheit) unter Umständen behoben werden, indem man das Glas mit einer Essig-Salz-Mischung reinigt. Dabei ist das Glas mit der Mischung komplett einzureiben, danach mit Wasser zu spülen und anschließend mit einem sauberen Tuch zu polieren.

## Vermeidung

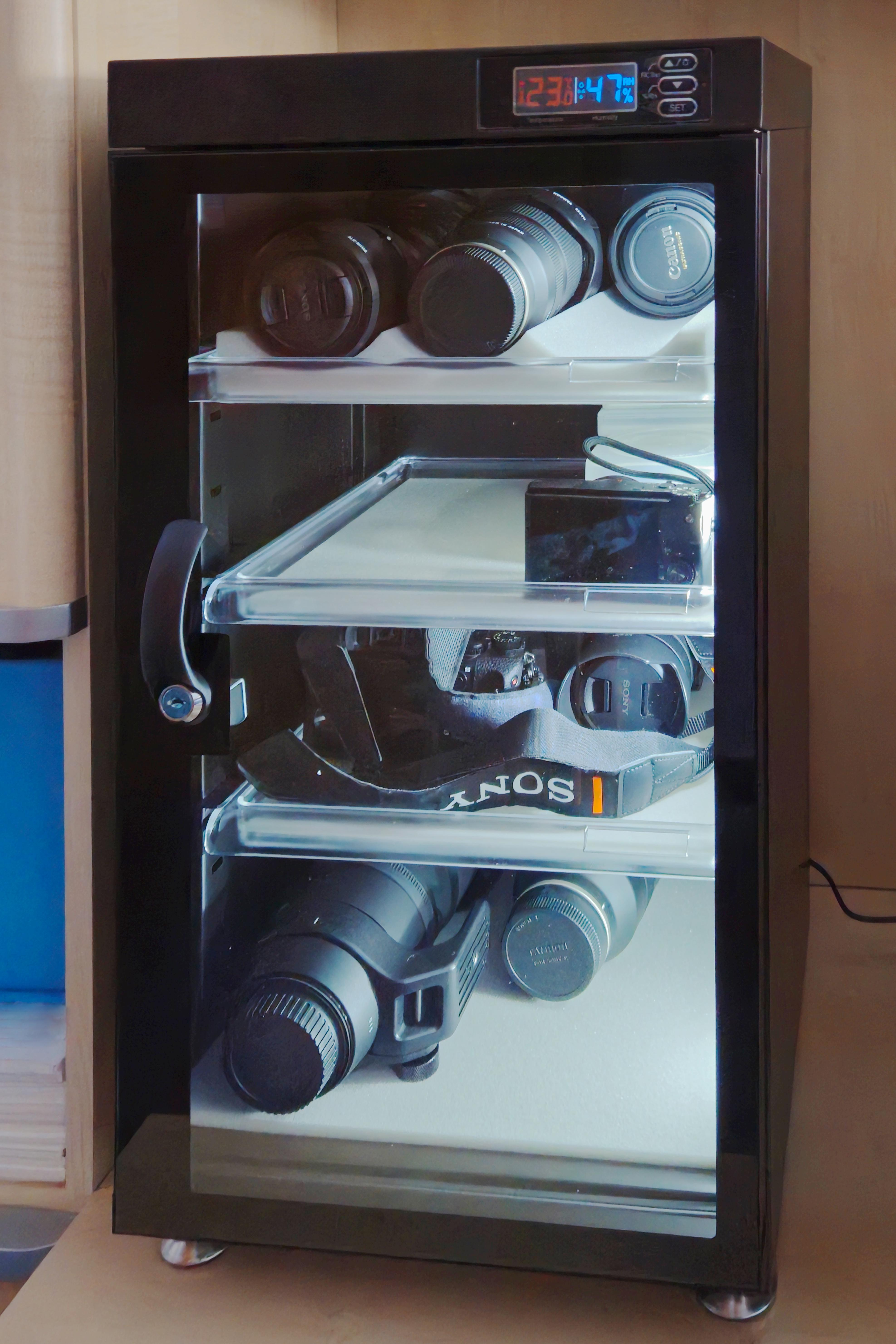
Trockenschrank speziell für Kamera und Objektive

Durch eine sachgerechte Lagerung von optischen Geräten kann einem Pilzbefall vorgebeugt werden. Der Pilz gedeiht bei Temperaturen von 10 °C bis 35 °C und einer relativen Luftfeuchtigkeit ab 70 %. Somit ist eine trockene und warme Lagerung zu empfehlen, aber die Temperatur sollte nicht über 50 °C und die Feuchtigkeit nicht unter 30 % betragen, da dies das Gerät schädigen könnte. Die Entwicklung des Pilzes wird außerdem durch Licht behindert.
- Die relative Luftfeuchtigkeit sollte zwischen 30 % und 60 % betragen.
- Günstig ist eine erhöhte Temperatur von etwa 40 °C
- Optische Geräte sollten ggfs. getrocknet werden, bevor man sie einpackt bzw. in den Schrank stellt.
- Die Oberflächen von Front- und Rücklinse sollten von Staub und Fasern befreit werden, um dem Pilz keinen Nährboden zu bieten.
- Es sollte für Licht und ausreichende Belüftung gesorgt werden.
- Ältere Lederköcher oder solche mit Filzauskleidung zur Einlagerung vermeiden, da diese Nährstoffe für Pilze abgeben können.